# Louis Marc (Politiker)
Ludwig Wilhelm (Louis) Marc (* 25. Mai 1796 in Arolsen; † 16. Januar 1857 ebenda) war ein deutscher Arzt und Abgeordneter.
Marc war der Sohn des Fabrikbesitzers in Külte und kurfürstlich hessischen Finanzrat Isaak Abraham Marc (1763–1823) und dessen Ehefrau Gelchen Levi (1768–1861) aus Gotha. Der Vater, der ursprünglich mosaischen Glaubens gewesen war, ließ sich am 7. Juli 1808 mit seiner Familie evangelisch-lutherisch taufen und nannte sich danach Heinrich Wilhelm Marc. Die Mutter nahm den Namen Marianne Leonhardi an. Louis Marc heiratete am 30. September 1821 in Arolsen Juliane (Julia) Eleonora Mark, geschiedene Graepel (1796–1865), die Tochter des ehemaligen Kriegskommissars der waldeckischen Truppen in Amerika Philipp Mark (1739–1810).
Marc besuchte 1809 bis 1811 das Gymnasium in Korbach und studierte dann Medizin. Nach der Promotion zum Dr. med. lebte er als Kaufmann und Bankier in Arolsen, wo er Gründer des Landkrankenhauses war. Er war seit 1837 Mitglied der Generalarmenkommission und seit 1844 Kassenführer der Arolsener Sparkasse. 1849 bis 1855 war er Obervorsteher der Milden Stiftungen in Arolsen. 1840 wurde er zum Finanzrat ernannt.
Nach der Märzrevolution war er vom 3. April bis 14. Juni 1848 als Repräsentant der Stadt Arolsen Landstand. 1850 war er Mitglied im Staatenhaus des Erfurter Unionsparlamentes.